# Рјазанскаја
Рјазанскаја (рус. Рязанская) полуурбано је насељено место са административним статусом станице на југозападу европског дела Руске Федерације. Налази се у централном делу Краснодарске покрајине и административно припада њеном Белоречењском рејону.
Према подацима националне статистичке службе РФ за 2010, у селу је живело 5.412 становника.

## Географија
Село Рјазанскаја се налази у централном делу Краснодарске покрајине на неких 33 км северозападно од града Белореченска. Село се налази недалеко од десне обале реке Пшиш, у степској зони Закубањске равнице.

## Историја
Насеље су основали козачки досељеници 1863. и током првих неколико година постојања носило је име Габукајевскаја. У периоду 1934−1953. станица Рзанскаја је бла административни центар тадашњег Рјазањског рејона.

## Демографија
Према подацима са пописа становништва 2010. у селу је живело 5.812 становника, док је према проценама из јануара 2018. тај број порастао на 6.222 житеља.
| 1979. | 2002. | 2010. |
| ----- | ----- | ----- |
| 5.162 | 5.091 | 5.412 |